# ウィーン建築センター

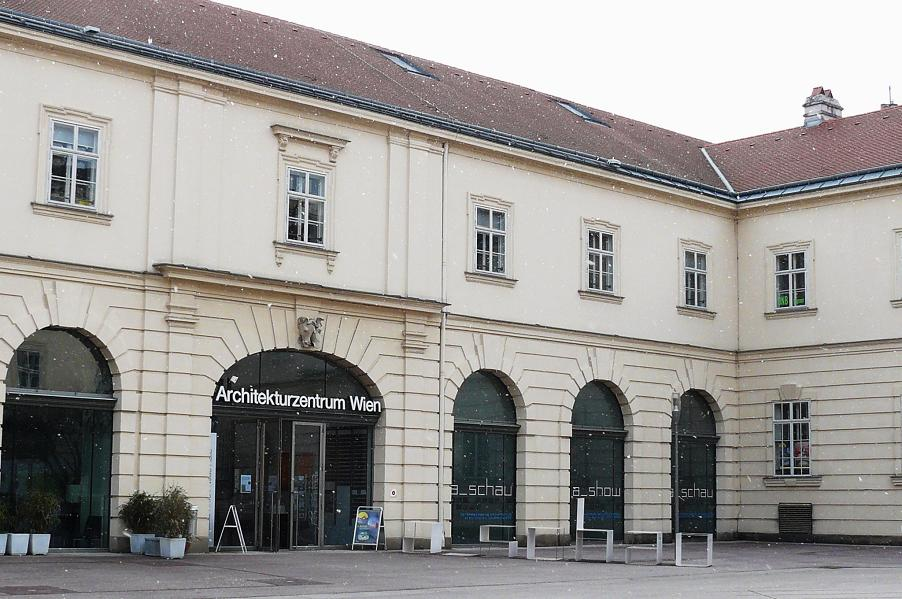
美術館の入口

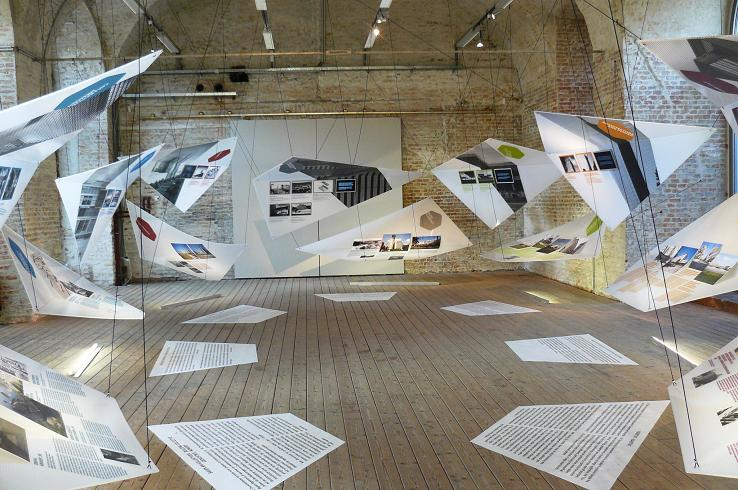
館内の展示の一部

ウィーン建築センター（Architekturzentrum Wien、略称The Az W）は、オーストリア、ウィーンのミュージアムクォーターの一角にある美術館である。これは、建築やそれに関連した話題、特に20世紀、21世紀の建築と都市デザインについての展覧会、イベント、研究のセンターとして構想されたものである。これはオーストリアの国立美術館でもある。

## 活動
常設展示「20世紀、21世紀のオーストリアの建築」は、1850年から現在までのオーストリアの建築の歴史を紹介するものである。
入れ替え展示は、現代建築を建築の歴史や将来の発展への展望を示しつつ紹介している。 
イベントや活動を通して、建築は、「文化の規律であり、毎日の現象であり、また複雑な過程を伴ったもの」として提示されている。 
これらのイベントには、専門家の講演やセミナー、ガイド付きの館内ツアー、子どもたちのためのワークショップ、出版、そして毎年開催のウィーン建築会議が含まれている。
美術館のカフェ、レストラン、MILOは、その店内のデザインの美しさでよく知られている
記録と研究に携わる部門は、27,0000冊の禁帯出の図書を有する図書館やオンラインの建築データベースに事典の類（「オーストリア建築アーカイブ」、「オンライン建築辞典」）、20世紀、21世紀の建築に関係する資料の収集と保存を担当している。

## 歴史
センターは、1993年にNPOとしてその礎を築いた。
これはオーストリアの連邦政府とウィーン市の支援で、規模を大きくし。さらに政府の教育、芸術、文化省とウィーン文化と都市開発局が管理運営している。
美術館はミュージアムクォーターの展示場所で8年間を過ごして、2001年に現在の場所に移動した。美術館は、展示用スペースが1,000平方メートルあり、最初の15年間で150の展示会、300のイベント、600回の建築ツアーを開催してきた。
```
[
3
]
```